# 10027 Perozzi
10027 Perozzi è un asteroide della fascia principale. Scoperto nel 1981, presenta un'orbita caratterizzata da un semiasse maggiore pari a 2,3702531 au e da un'eccentricità di 0,1864378, inclinata di 7,89632° rispetto all'eclittica.
L'asteroide è dedicato al planetologo italiano Ettore Perozzi.